# Toshikazu Yamanishi
Toshikazu Yamanishi (en japonés: 山西 利和, Yamanishi Toshikazu, Nagaokakyo, 15 de febrero de 1996) es un deportista japonés que compite en atletismo, especialista en la disciplina de marcha.
Participó en los Juegos Olímpicos de Tokio 2020, obteniendo una medalla de bronce en la prueba de 20 km. Ganó dos medallas de oro en el Campeonato Mundial de Atletismo, en los años 2019 y 2022.
En febrero de 2025 estableció una nueva plusmarca mundial de los 20 km marcha (1.16:10).

## Palmarés internacional
| Juegos Olímpicos   | Juegos Olímpicos        | Juegos Olímpicos  | Juegos Olímpicos |
| Año                | Lugar                   | Medalla           | Prueba           |
| ------------------ | ----------------------- | ----------------- | ---------------- |
| 2020               | Tokio (Japón)           | Medalla de bronce | 20 km marcha     |
| Campeonato Mundial |                         |                   |                  |
| Año                | Lugar                   | Medalla           | Prueba           |
| 2019               | Doha (Catar)            | Medalla de oro    | 20 km marcha     |
| 2022               | Eugene (Estados Unidos) | Medalla de oro    | 20 km marcha     |